# Lycosa apacha
Lycosa apacha là một loài nhện trong họ Lycosidae.
Loài này thuộc chi Lycosa. Lycosa apacha được Ralph Vary Chamberlin miêu tả năm 1925.